# 하노버주

하노버 주는 프로이센 왕국의 한 지방이었다.

하노버주(독일어: Provinz Hannover)는 1866년부터 1946년 사이에 독일 북서부에 존재했던, 프로이센 왕국(1918년 이후로는 프로이센 자유주)의 주이다. 본래 하노버 왕국이었으나, 1866년 프로이센 왕국에 병합되어 일개 주가 되었다. 하노버 왕가는 1913년 브라운슈바이크 공위를 계승하였으나, 1918년 제 2제정의 붕괴로 폐위되고 만다. 이후에도 프로이센의 주로 존속하다가, 1946년 프로이센에서 분리되어 독립된 주가 된다. 인구는 1864년 당시 192만 명이었다.

## 같이 보기
- 하노버 왕국